# William Bruce Harvey
Pour les articles homonymes, voir William Harvey (homonymie) et Harvey.
William Bruce Harvey (2 juin 1907-1er mars 1954) est un homme politique canadien de l'Ontario. Il est député provincial libéral de la circonscription ontarienne de Nipissing de 1948 jusqu'à son décès en 1954.

## Biographie
Né dans le Roxburghshire en Écosse, Harvey entame une carrière politique en tant que conseiller de West Ferris Township en Ontario pendant 4 ans.
Élu en 1948 et réélu en 1951, il meurt en fonction en 1954.
Une rue et une école de North Bay sont nommées en son honneur.